# Jeux du Canada d'été de 1981
Les Jeux du Canada d'été de 1981 sont des compétitions sportives qui ont opposé les provinces et les territoires du Canada au cours de l'été 1981.
Les Jeux du Canada sont présentés tous les deux ans, en alternance l'hiver et l'été. En 1981, les jeux ont eu lieu à Thunder Bay en Ontario du 9 août au 22 août 1981.

## Tableau des médailles
| Province                  | Or | Argent | Bronze | Total |
| ------------------------- | -- | ------ | ------ | ----- |
| Alberta                   | 15 | 10     | 18     | 43    |
| Colombie-Britannique      | 18 | 26     | 18     | 62    |
| Manitoba                  | 4  | 4      | 8      | 16    |
| Île du Prince-Édouard     | 0  | 0      | 0      | 0     |
| Nouveau-Brunswick         | 0  | 2      | 4      | 6     |
| Nouvelle-Écosse           | 11 | 4      | 2      | 17    |
| Ontario                   | 52 | 28     | 32     | 112   |
| Québec                    | 19 | 39     | 22     | 80    |
| Terre-Neuve-et-Labrador   | 0  | 1      | 4      | 5     |
| Territoires du Nord-Ouest | 0  | 0      | 0      | 0     |
| Saskatchewan              | 0  | 4      | 11     | 15    |
| Yukon                     | 0  | 0      | 0      | 0     |